# 鴨脷洲
座標: 北緯22度14分30秒 東経114度9分20秒 / 北緯22.24167度 東経114.15556度

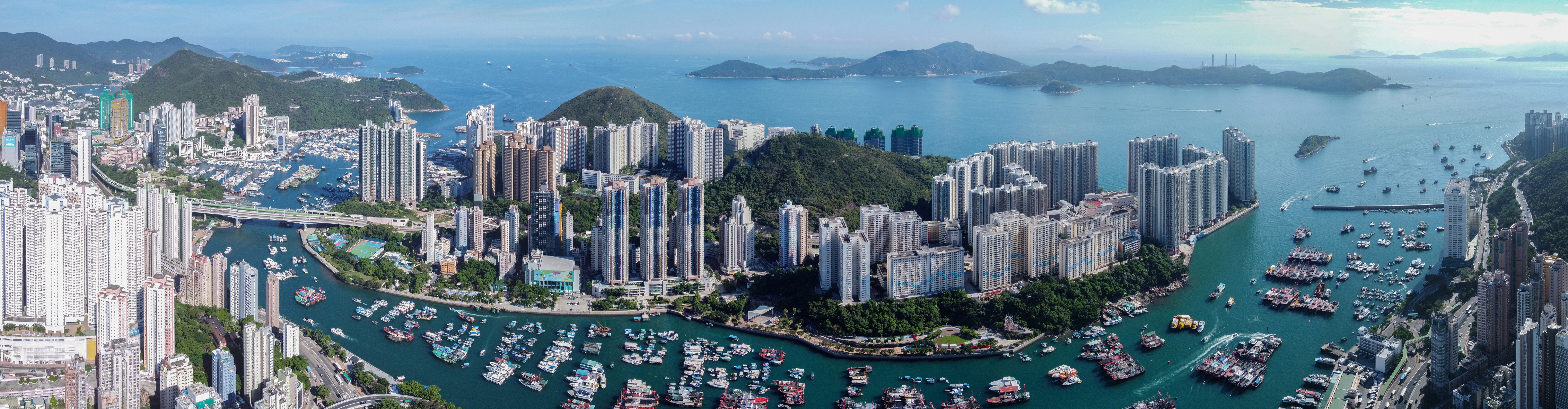
鴨脷洲

鴨脷洲（おうりしゅう、アプレイチャウ）は香港の香港島南岸に浮かぶ小島で、南区に属する。対岸は香港仔である。

## 概要
世界で最も人口密度の高い島と言われている。島であるが、香港島とは橋で結ばれていて、香港島へのバス路線も非常に多く、交通は香港島や九龍と変わらず便利な場所である。ここも香港ならではの高層住宅が林立し、所得の高い住宅地としては、「海怡半島」（サウス・ホライズン）、政府の団地としては「鴨脷洲邨」、「利東邨」がある。
鴨脷洲には独立した市政大厦があり、香港仔と海を隔て接しながら行政上は別区画をなしている。
島の南部には自動車学校（香港駕駛学校）や工業ビルがある。その工業ビルの一角には旅行ガイドブック『地球の歩き方』にも紹介されている家具専門店街「ホライズンプラザ」がある。「ホライズンプラザ」はかつての工業ビルのスペースを利用して家具卸売り業者が多く直売店を構えているが、中にはイタリアの食材のみを扱ったスーパーや、欧米人子女向けの英語教材をふんだんに扱っている店、キャンプなどのアウトドア用品を売る店など、個性あふれる店が入居しており、回るだけでも少し違う香港を味わうことができる。
香港名物2階建てバスであるが、この小島から、香港島だけではなく九龍の長沙湾（路線171号、N171号）、鑽石山（路線671号）まで行くバスが運行されている。